# 云南的名称

“云南”的简体字与繁体字

云南省是中华人民共和国西南地区的一个边疆省份，简称滇或云，三国至隋时称南中，清后也称三迤。

## 云南
西汉元封二年（前109年），汉王朝在今祥云县境内置云南县:7。蜀汉时期，诸葛亮南征班师后，于建兴三年（225年），分建宁、永昌、越嶲三郡地置云南郡，因郡治在云南县，故名:3。到初唐时期，唐王朝在云南北部设置姚州都督府，《新唐书·地理志》载“姚州云南郡……”，将姚州与云南郡并称:78。范文澜在《中国通史简编》中也说，当时的云南即指姚州:78。开元二十六年（738年），唐朝册封南诏君主皮罗阁为“云南王”:5。因蒙舍诏（南诏前身）的发源地巍山为旧云南郡地，故封其为云南郡之王，并非全滇之王:78。因首领有“云南王”之称，随着南诏控制区的扩大，被称为“云南”的地区的范围也在不断扩大，唐宋之际“云南”逐渐成为全滇的代称:128。忽必烈征服大理后，于至元十年（1273年）设立云南等处行中书省，简称云南行省或云南省:5。此后明云南等处承宣布政使司、清云南省、中华民国云南省、中华人民共和国云南省皆沿用“云南”一名至今。值得一提的是，太平天国为了避南王冯云山之讳，将云南省改称为“芸南省”:690。
因汉代无史籍记载，后人对“云南”的名称由来作出了许多推测，因而“云南”一名的由来有多种说法：
1. 由“彩云之南”而来。谢肇淛《滇略》载“汉武时彩云见白崖[注 1]，县在其南，故曰云南”；李京《云南通志》载“元狩间，彩云见南中，云南名始此”[3]:8。历史地理学家谭其骧不赞同此说，称“显然是后人望文附会的说法”[4]:128。
2. 由“县在云山之南”而来。《续汉书·郡国志·注》载“县西北百数十里有山，众山之中特高大……与云气相连结”，该山即今大理点苍山[2]:3。汉人见苍山高峻、“与云气相连结”，在其东南部设县，遂取名“云南县”[2]:3。
3. 由“云岭之南”而来。“云岭”一名见诸史册始于唐代，西汉尚无“云岭”之称，因而此说失其根据[3]:8。
4. 唐玄宗赐名得来。唐玄宗时，南诏派使者张建成使唐，杨慎《南诏野史》载“唐玄宗问张建成住何处？答曰南边云下，因命云南”[6]:12。张建成出使唐朝的时间为公元714年，“云南县”早在800年前就已出现，唐玄宗赐名之说与史实不符[3]:80。
5. 少数民族地名改易。因汉代大理一带为昆明夷的游牧区，昆明夷是羌人的一支，彝语支民族即为羌人后裔，现代云南留有众多诸如“易”、“矣”、“云”的少数民族语言近音地名，“云南”一名也有可能来源于少数民族语改易地名[3]:80。

## 滇
滇这一名称的出现较“云南”更早。围绕滇池、滇国名称的演变，“滇”的由来有多种说法：
1. 族名演变。古代居住在云南晋宁一带的部落族群称为“dian”，汉人记载记作“滇”或“颠”，庄蹻率兵至此被蛮化，建立“滇国”[3]:76。考古学者杨帆则认为，“滇”应是“氐”的不同音译[7]:172。
2. “颠”字演变。古籍中多将“滇”字的由来解释为“颠”的演变，而“颠”源自滇池的倒流。谯周《异物志》载“滇池在建宁界……水乍深广，乍浅狭，状如倒流，故曰滇池”；常璩《华阳国志》载“所出深广，下流浅狭，似如倒流，故曰滇池”。王先谦《汉书补注》将“滇”释为“颠顶”：“益州各水四面下注于卑地，此县之地与池独居高顶”[3]:77。滇池位在金沙江、南盘江、礼社江的分水岭处，地势高，但古人地理勘测的知识难以得出这样的结论，方国瑜评价“妄作揣测，毫无根据”，他认为“‘滇’字当是土语音译，并不必从字面附会解说”[8]:26。
3. 少数民族语言演变。古代彝族、白族的语言称山间平地为“甸”，“甸”、“滇”同声，译写通用。滇池因在山间盆地而著称，滇国因其境内有滇池而得名[2]:2。

## 其他称呼

### 南中
三国、两晋、南北朝及隋时期，原西南夷地区被称为南中，范围相当于今云南、贵州两省及四川省大渡河以南地区。三国时期以巴蜀地区为根据地，原西南夷地区在巴蜀以南，故名“南中”:187。

### 三迤
清王朝为便于行政监察，在云南省内实行守巡道制度，设置了三个分巡道：雍正八年（1730年）改永昌道为迤西道，驻大理府；雍正八年（1730年）置迤东道，驻寻甸州；乾隆三十一年（1766年）置迤南道，驻普洱府:551。迤西、迤东、迤南合称三迤，清代及其后也用三迤代称云南:9。